# Abismo
Abismo est une attraction de montagnes russes assises du parc Parque de Atracciones de Madrid, situé à Madrid, en Espagne. Elle a ouvert le 27 juin 2006 et a été construite par la société Maurer Rides.

## Parcours
Le parcours a une longueur de 450 mètres et une hauteur de 46 mètres. Les trains atteignent une vitesse maximale de 105 km/h et le parcours dure une minute. Il commence par un lift hill vertical suivi. À la fin du lift, les passagers sont à l'envers et font une heartline roll qui les ramène à l'envers. Ensuite, ils sont à nouveau à l'endroit. Cet élément, appelé Sky-Loop, est composé de deux inversions. Il y a ensuite deux bosses, un overbanked turn vers la gauche et le train retourne à la gare.

## Trains
Abismo a un train de deux wagons. Les passagers sont placés à deux sur trois rangs pour un total de douze passagers par train.

## Galerie

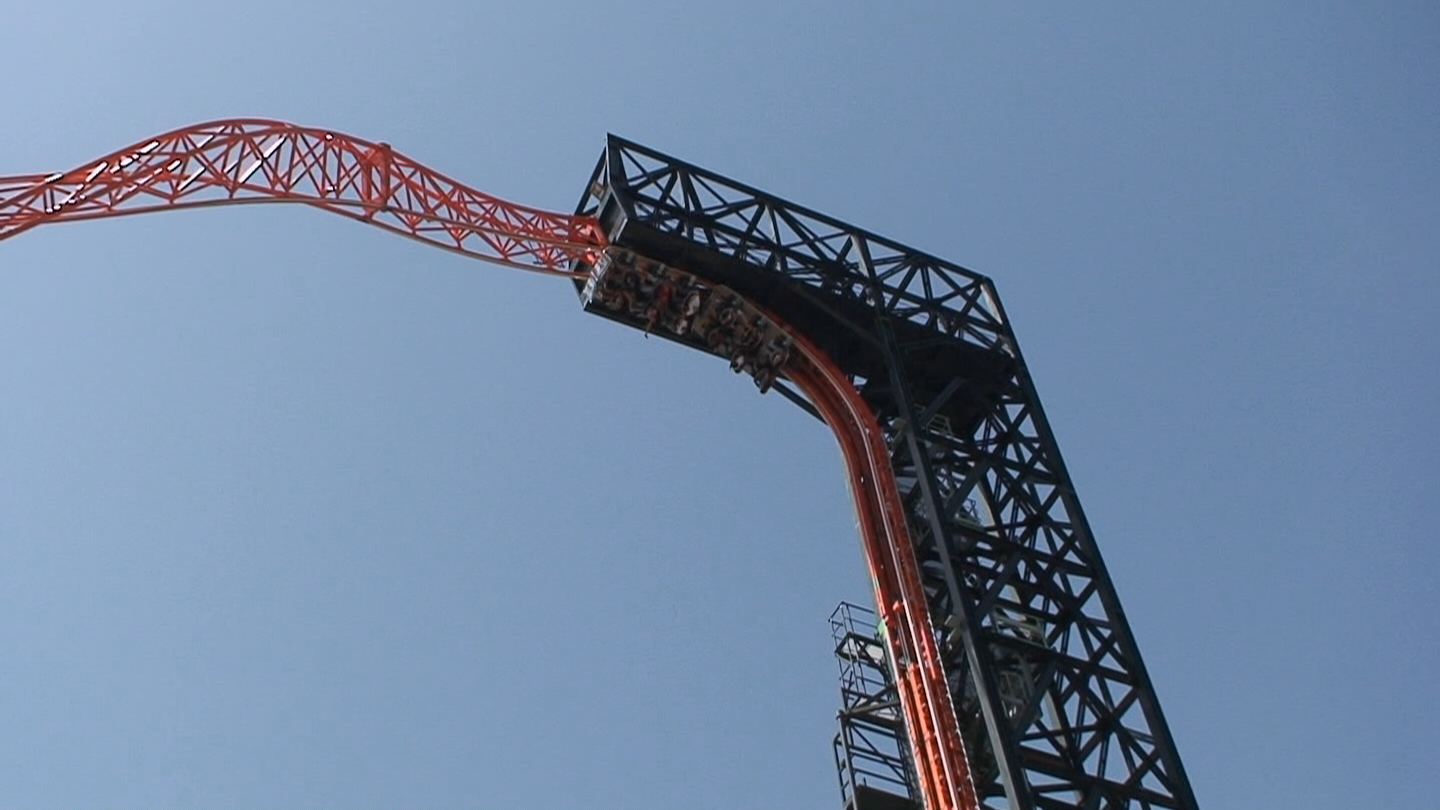
Le haut du lift hill et le début du Sky-Loop.
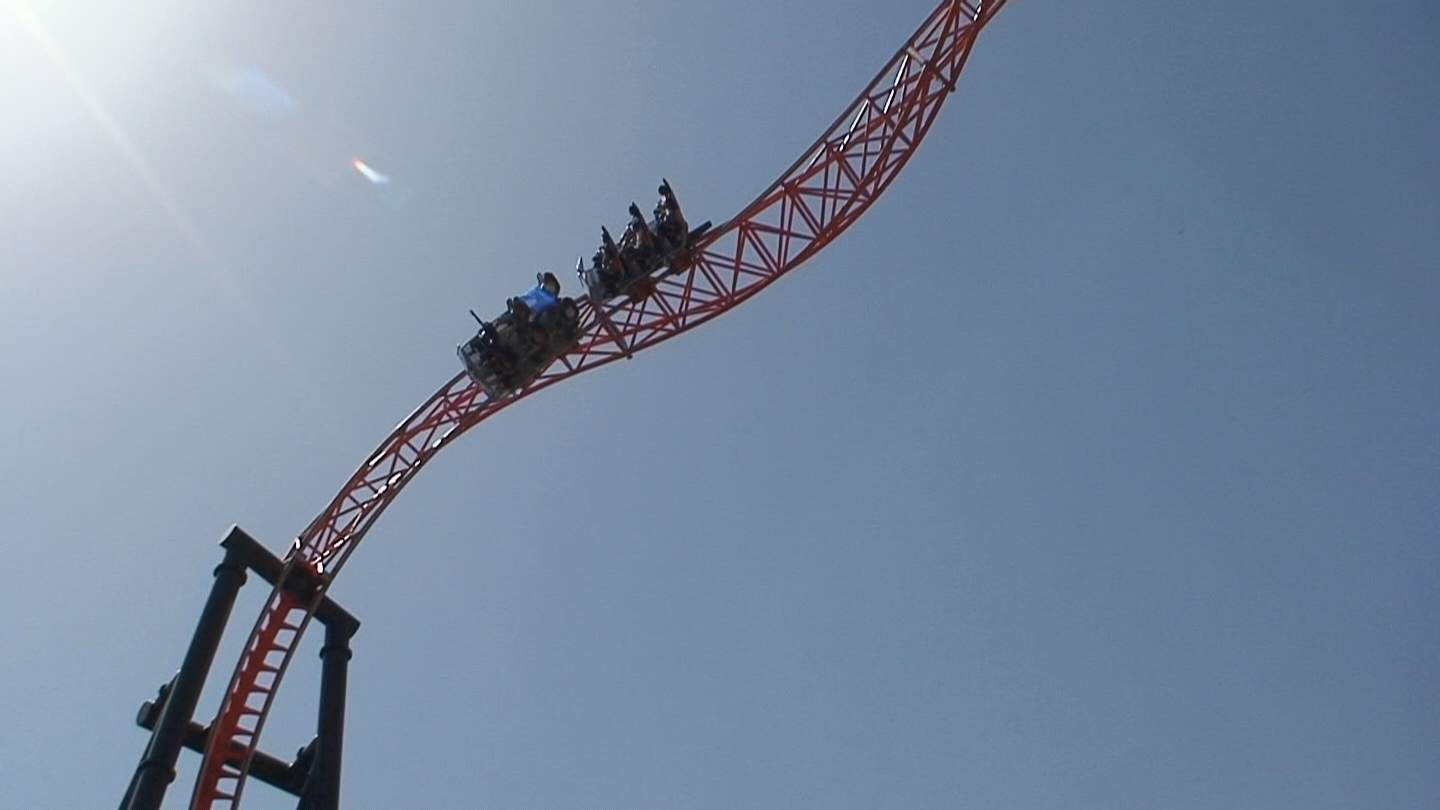
La sortie du Sky-Loop.
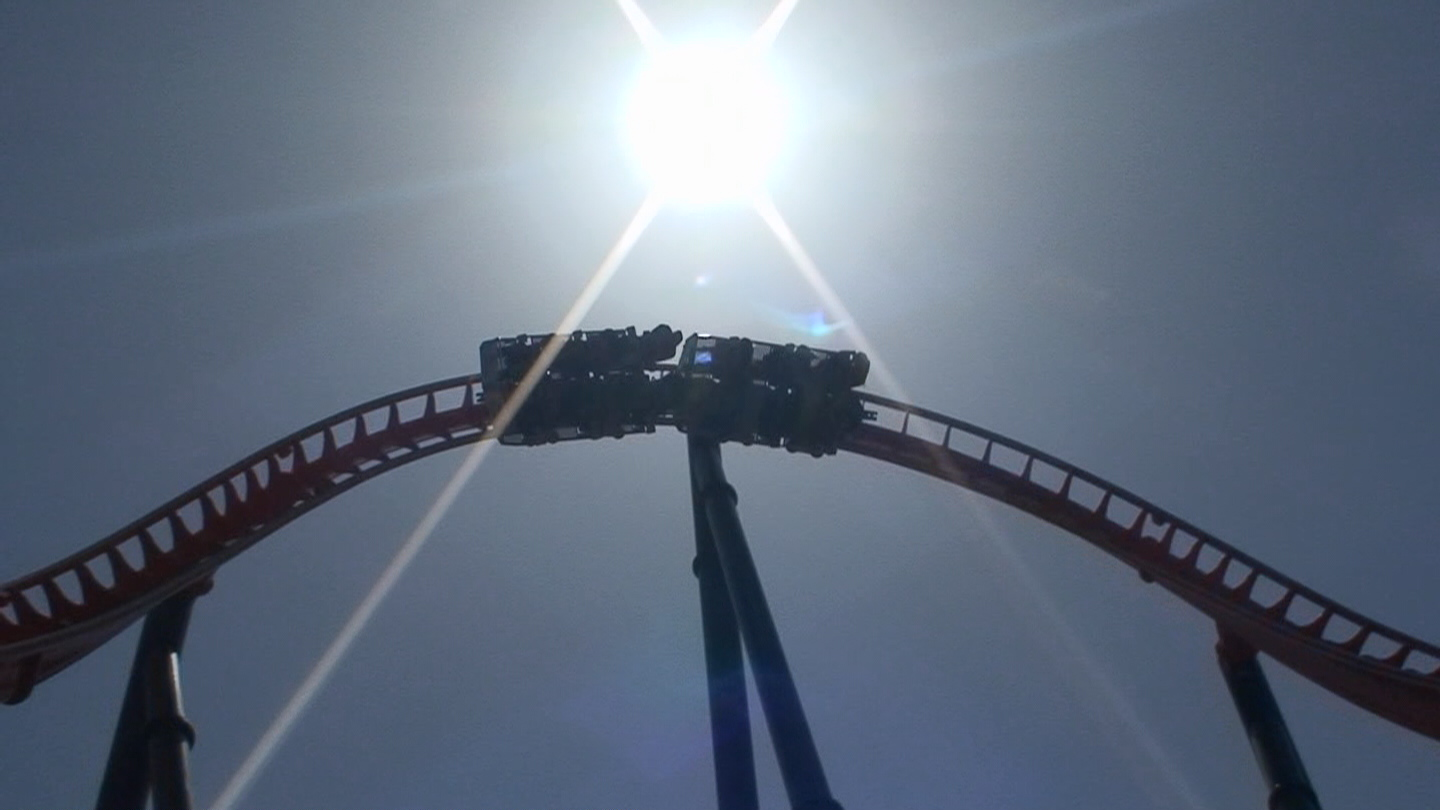
L'overbanked turn.
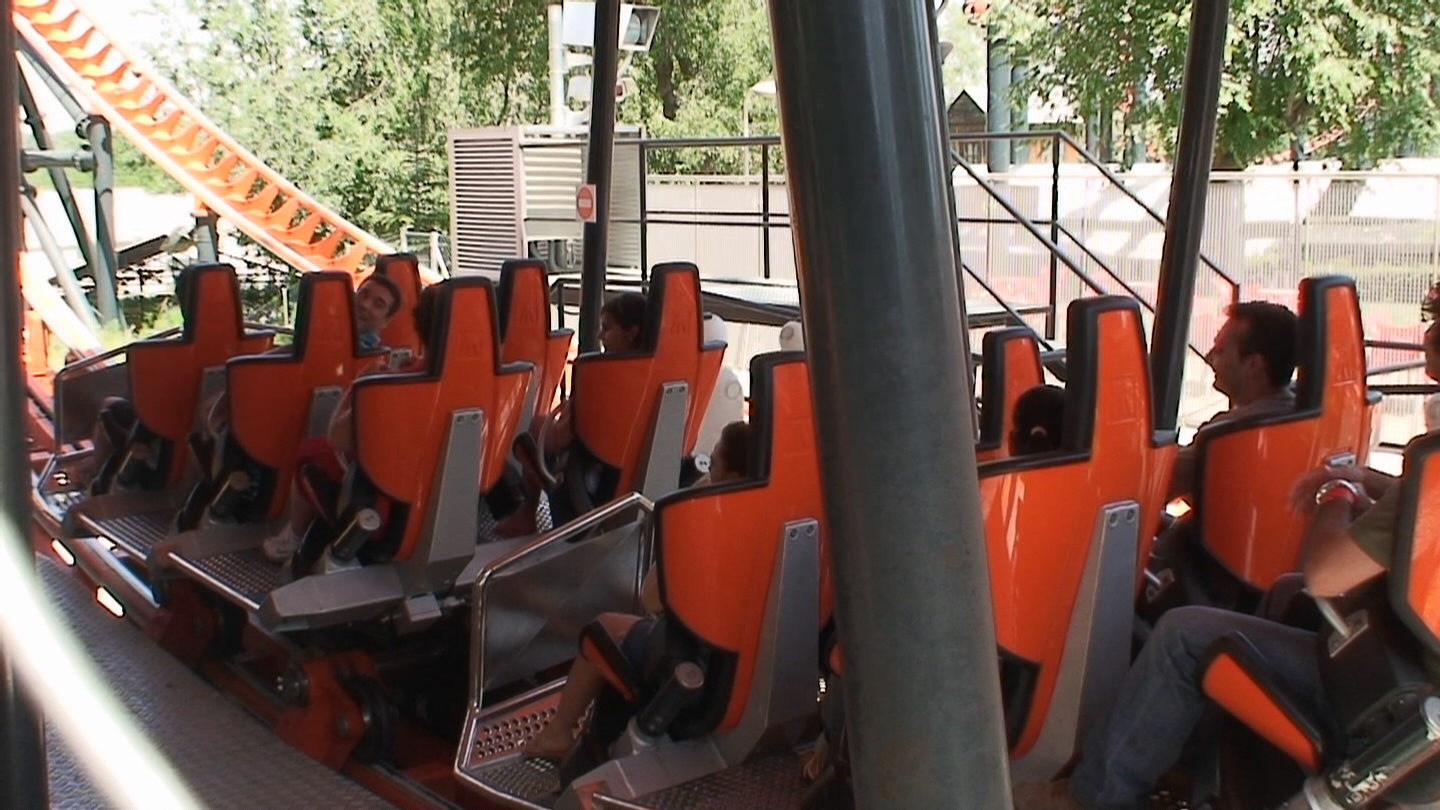
Le train d’Abismo dans la gare.